# ネマン川

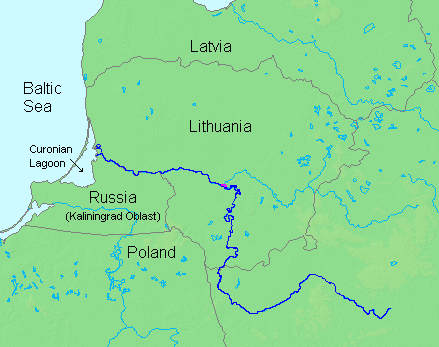
ネマン川流域地図

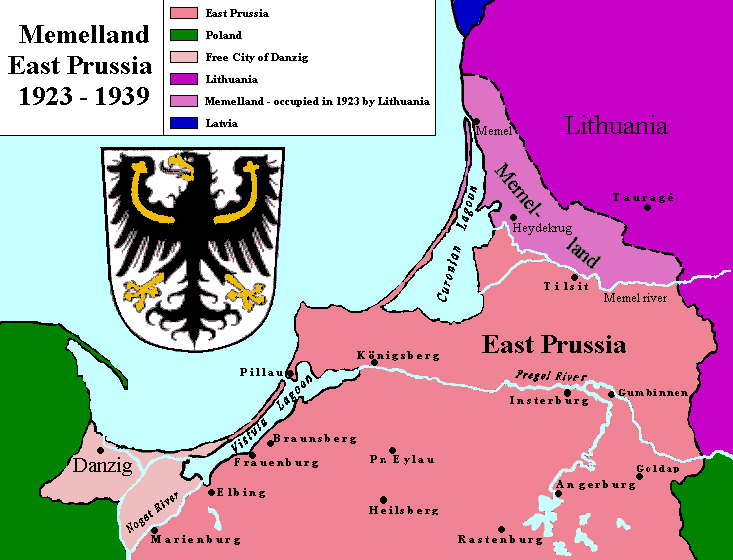
1923-1939年のメーメルラント

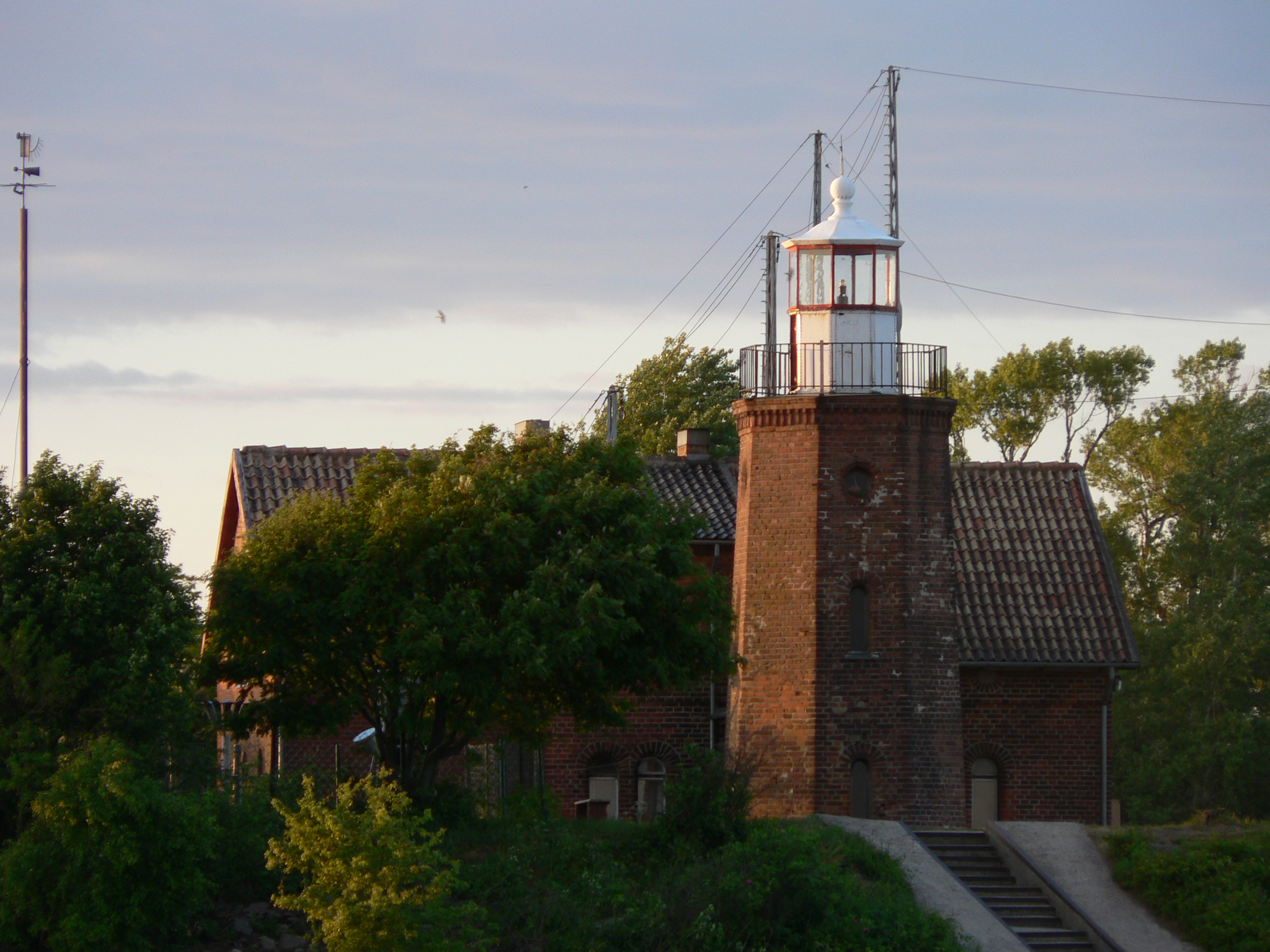
ネマンデルタのヴェンテ岬に建つ灯台

ネマン川（ネマンがわ、ネーマン川とも、ロシア語: Неман ニェーマン）は、東ヨーロッパを流れバルト海に注ぐ川である。
各言語でネムナス川（リトアニア語: Nemunas ネムナス、ニャムナス、ないしナムナス）、ニョーマン川（ベラルーシ語: Нёман ニョーマン）、ニェメン川（ポーランド語: Niemen ニェーメン）、メーメル川（ドイツ語: Memel メーメル）と呼ばれている。

## 地理
ネマン川は、ベラルーシに源を発して、リトアニアとロシア連邦カリーニングラード州を流れ、バルト海の一部であるラグーンのクルシュ海（クルシュ潟）に注いでいる。長さは937キロメートルで、ヨーロッパで14番目に長く、バルト海沿岸では4番目に長い。うち459キロメートルはベラルーシ国内、359キロメートルはリトアニア国内を流れ、116キロメートルはリトアニアとロシアおよびベラルーシとの国境をなしている。
深さは最大で5メートル、川幅は最大500メートルである。流速は秒速1～2メートルと、ゆったりと流れている。流量は洪水時には最大で通常時の11倍の毎秒6,800立方メートルまで増加する。一次支流は105本あり、最大のものはネリス川（長さ510キロメートル）で、100キロメートルより長い支流はスヴィスラチ川、シェシュペ川など15本ある。ネマン川流域はリトアニアの国土の72パーセントを構成している。
ネマン川はクルシュ海（クルシュ潟）に注ぐ真水のほとんどを供給しており、クルシュ海の汽水湖としての生態系の維持に重要な役割を果たしている。一方、ネマン川のもたらす堆積物によってクルシュ海は年々縮小している。

## 歴史
流域は古くからリトアニア人の住む土地であった。リトアニア人はネマン川（ネムナス川）を「父なる川」とも呼ぶ。マイローニスの次の詩は、リトアニア人であれば誰もが暗唱する、第2の国歌ともいえる詩である。
```
シェシュペ川
が走り、ネムナス川が流れる。我らが故郷、美しきリトアニア
```

1252年、ドイツ騎士団はクルシュ海の出口近くの現在のクライペダに城砦都市を建設し、都市をメーメルブルク、ネマン川をメーメル川と名づけた。リトアニアとの国境は1422年のメルノ条約で画定され、メーメルラント一帯はドイツ騎士団領となった。1841年に作曲されたドイツ国歌の、現在は歌うことが控えられている1番では、メーメル川は統一ドイツの東の国境として歌詞に含まれている。
```
マース川
からメーメル川まで、
エチュ川
から
ベルト海峡
まで
```

ヴェルサイユ条約によってメーメルラントはリトアニア領となり、ネマン川下流部の112キロメートルはリトアニアとドイツ領東プロイセンとの国境とされた。第二次世界大戦後に東プロイセンはソビエト連邦（ロシア）領カリーニングラード州となったが、ネマン川下流部は引き続きリトアニアとの国境線となっている。

## 経済
流域に位置する大都市としては、ベラルーシのフロドナ（グロドノ）、リトアニアのアリートゥスとカウナス、ロシア連邦カリーニングラード州のソヴィェツクがある。カウナスの上流には1959年にカウナスダムと発電所が建設された。ダム湖の面積は63.5平方キロメートル、長さは93キロメートル、深さは平均22メートルで、リトアニア国内では最大の湖となっている。

## 自然
河口部のネマンデルタでは、川が複雑に分岐し、たくさんのポルダーと湿地帯を形成している。デルタ地帯の中にあるルスネ島は、大きさはわずか5平方キロメートルであるがリトアニアで最大の島である。人口は2,500人で、15世紀以来の定住の歴史を持つ。
ネマンデルタはラムサール条約による国際的な野生生物保護の対象地域となっている。1992年に一帯の239.50平方キロメートルの地区がネムナスデルタ地域公園に指定された。
ネマンデルタは野鳥の生息地としても知られている。生息する野鳥の種類は200種で、うち40種はリトアニアの絶滅危惧種に指定されている。またこの地は通過する渡り鳥にとっても重要な休息地である。数百種の渡り鳥がここを通過し、その中にはオジロワシ、カオジロガン、ツル、ハマシギ、ハシボソヨシキリなどの希少種も含まれている。1929年に鳥類の研究施設がヴェンテ岬に設立され、以降の研究によって渡り鳥は遠くイラン、エジプト、南アフリカからも飛来することが明らかになっている。